# Wacław Andrzej Sokalski
Wacław Andrzej Sokalski (ur. 1948 r.) – polski inżynier chemik. Absolwent Politechniki Wrocławskiej. Od 2002 roku profesor na Wydziale Chemicznym Politechniki Wrocławskiej, nominację profesorską odebrał 18 października 2002.